# Russische Fußballnationalmannschaft (U-20-Männer)
Die russische U-20-Fußballnationalmannschaft ist eine Auswahlmannschaft russischer Fußballspieler. Sie unterliegt dem Rossijski Futbolny Sojus und repräsentiert ihn international auf U-20-Ebene, etwa in Freundschaftsspielen gegen die Auswahlmannschaften anderer nationaler Verbände oder bei der U-20-Fußball-Weltmeisterschaft.
Die Mannschaft qualifizierte sich zweimal für die WM. Dabei schied sie sowohl 1993, als auch 1995 im Viertelfinale aus. 1993 verlor sie gegen den späteren Vize-Weltmeister Ghana, 1995 gegen Spanien. Auf Russisch wird die Auswahl informell als „Сборная команда Трёхцветные Медведи Русская дружина“ bezeichnet, auf Deutsch etwa „Mannschaft des dreifarbigen Teams russischer Bären“. 

## Teilnahme an U20-Fußballweltmeisterschaften
| 1993 | Viertelfinale      |
| 1995 | Viertelfinale      |
| 1997 | nicht qualifiziert |
| 1999 | nicht qualifiziert |
| 2001 | nicht qualifiziert |
| 2003 | nicht qualifiziert |
| 2005 | nicht qualifiziert |
| 2007 | nicht qualifiziert |
| 2009 | nicht qualifiziert |
| 2011 | nicht qualifiziert |
| 2013 | nicht qualifiziert |
| 2015 | nicht qualifiziert |
| 2017 | nicht qualifiziert |
| 2019 | nicht qualifiziert |